# Augustin Ceuneau
Auguste Constant Ceuneau dit Augustin Ceuneau, né le 23 janvier 1892 à Évron (Mayenne) et mort le 19 avril 1952 à Couptrain, est un historien et ecclésiastique, auteur de plusieurs ouvrages sur la région d'Évron et de Sainte-Suzanne (Mayenne).

## Publications
- Monographie d'Évron. L'Église Notre-Dame. La Chapelle Saint-Crespin. L'Abbaye bénédictine. La Ville. Vues de l'église et de l'abbaye. Plan de l'église. Impr.-libr. E. Letellier, place de l'Hôtel-de-Ville, Évron 1920, in-16, 30 p. ;
- L'Abbaye bénédictine de Notre-Dame d'Évron. Ligugé, impr. de E. Aubin, 1928. In-4 ̊, 8 p. Extrait du Bulletin de Saint-Martin et Saint-Benoit, 1922 ;
- Le Grand Orgue de Notre-Dame d'Évron. Laval : Impr.-libr. Goupil, 1929. (14 novembre.) In-8 ̊, 15 p. et figure. Extrait du Bulletin de la commission historique et archéologique de la Mayenne ;
- Mr le chanoine J.-M. Gascoin (1852-1929). Letellier, Évron, 1930 ;
- L'église et l'abbaye bénédictines de Notre-Dame d'Évron. Évron, impr. de E. Letellier, 1931. In-8 ̊, 32 p., fig. ;
- La statuaire en terre cuite du XVIIe siècle dans l'église N.-D. d'Évron. Goupil, 1933 ;
- Historique de la Maison Saint-Joseph d'Évron (1638-1936). L'ancien prieuré des bénédictines d'Évron ; les 75 ans de l'école-pensionnat ; les 50 ans du cercle et de l'harmonie Laval, impr. de Barnéoud, 1936. In-8 ̊, 61 p., fig., portrait ;
- Prêtres et religieux originaires d'Évron et curés Doyens d'Évron de 1800 à 1939. Lecheverel, 1939 ;
- Amand Dagnet (1857-1933), folkloriste bas-manceau et breton. (Suivi de : Deux petits récits en patois des Coëvrons et une légende en patois du Coglais, par Amand Dagnet.), Rennes : Impr. du ″Nouvelliste de Bretagne″, 1941, in-8 ̊, 20 p. ;
- Un compagnon de Mgr Grandin. Le R. P. Alphonse-Hippolyte Leduc, O.M.I., 1842-1918. (Aimée-Eugénie Leduc, en religion Sœur Nativité, 1848-1928. Le R. P. Valentin-Théodore Vegreville, 1829-1903. Le T. R. P. Théodore Labouré. Notions historiques, géographiques et autres sur le Nord-Ouest canadien.) Rennes : Impr. du ″Nouvelliste de Bretagne″, 1942, in-8 ̊, 103 p., portrait. ;
- Les 4 évangiles de la passion à Sainte Anne d'Hermet. Goupil, Laval. 1944 ;
- L'été de la libération à Couptrain (La Mayenne). Rennes : impr. de «la Voix de l'Ouest», 1945, 55 p. ;
- L'Ermite Saint Alleaume et la forêt de la Grande Charnie. Rennes : Impr. de ″la Voix de l'Ouest″, 1945, in-8 ̊ (240 x 155), 56 p., planche ;
- Un culte étrange pendant la Révolution : Perrine Dugué, la sainte aux ailes tricolores, 1777-1796. Laval : Goupil : (Impr. de Goupil), 1947, in-8 ̊, 43 p., planche, portrait, fac-sim. ;
- Saint Aubert et sa chapelle en Madré. Rennes : impr. de la «Voix de l'Ouest», 32 p. : ill., 1947 d'après le dépôt légal ;
- La Statue de Notre-Dame de l'Épine d'Évron. Le Mans : Impr. de C. Monnoyer, 1947, in-8 ̊ (240 x 155), 18 p., fig. Extrait de la Revue historique et archéologique du Maine. N ̊ 49, 1933 ;
- Pages familiales, Évron, 29 avril 1946. Allocution prononcée à l'occasion des noces d'argent de M. et Mme Joseph Ceuneau. Rennes : Impr. de ″la Voix de l'Ouest″, (1948), in-8 ̊ (215 x 135), 8 p. n. ch., couv. ill. ;
- Prêtres et religieux originaires d'Évron et curés-doyens d'Évron de 1800 à 1939. (Lettre-préface de Mgr Richaud.), Mayenne : Impr. de J. Lechevrel, (1948), in-8 ̊ (240 x 160), 169 p. ;
- Le Diocèse de Laval et saint-Benoit-Joseph Labre, la bienheureuse Marguerite de Lorraine et les bienheureux Thomas Dubuisson et Louis Lanier. (Portrait par Maurice Rocher.) Rennes, Impr. les Nouvelles, 1948. In-8 ̊ (215 x 135), 24 p., portrait, figure à l'intérieur de la couv.  ;
- Évron. La basilique et l'abbaye bénédictine, la ville.  Evron, Imprimerie R. Letellier, In-8 ̊ 1949, 112 p., fig., plan, couv. ill. ;
- La Réforme de Saint-Maur à l'abbaye Notre-Dame d'Évron, 1640-1791, et son dernier prieur claustral Dom Alexandre Barbier, 1741-1819. Préface de M. Ernest Laurain, ... Laval, Goupil (impr. de Goupil), 1949. Gr. in-8 ̊, II-204 p., pl., portrait, armoiries, fac-sim., couv. ill. Extrait du Bulletin de la Commission historique et archéologique de la Mayenne, 1938-1941 ;
- M. L'abbé J-B. Poupin ;
- Notre-Dame d'Évron. Lyon : impr. Lescuyer, 1955, in-8, non paginé, fig., couv. ill.